# Rocking Gold in the Klondike
Pour plus de détails, voir Fiche technique et Distribution.
Rocking Gold in the Klondike est un film documentaire américain muet en noir et blanc réalisé par Thomas Crahan sorti en 1901.

## Fiche technique
- Dates de sortie :
  -  États-Unis : 4 mai 1901